# The King of Fighters ’94
The King of Fighters ’94 (сокр. KOF’94) — компьютерная игра в жанре файтинга, разработанная и изданная компанией SNK в 1994 году для аркадной системы Neo Geo MVS. Игра стала первой в серии The King of Fighters. Игра также была издана на домашних игровых системах Neo Geo, включая Neo Geo AES и Neo Geo CD. В 2008 году KOF ’94 вошла в состав сборника SNK Arcade Classics Vol. 1 для игровых систем PlayStation 2, PlayStation Portable и Wii.
KOF ’94 представляет собой кроссовер, включающий персонажей из таких игр SNK, как Fatal Fury и Art of Fighting. В игре также присутствуют переработанные версии персонажей из игр, вышедших до появления игровых систем Neo Geo, таких как Ikari Warriors и Psycho Soldier, а также оригинальные персонажи, созданные специально для этой игры. Сюжет игры разворачивается вокруг создания нового турнира «King of Fighters», организованного преступником Ругалем Бернштейном, и является единственной игрой, события которой происходят до сюжетной арки «Сага Ороти».
Студия SNK разработала игру KOF ’94, опираясь на концепцию объединения нескольких своих игр для привлечения поклонников этих проектов. Новаторский игровой процесс, основанный на командах по три бойца, вместе с оригинальным дизайном персонажей, получили высокую оценку игрового сообщества. Этот успех позволил SNK создать множество продолжений в серии The King of Fighters, которая со временем превратилась в ведущую серию компании.
В 2004 году, в честь десятой годовщины серии, SNK выпустила ремейк под названием The King of Fighters ’94 Re-Bout. Ремейк включает оригинальную игру и новую версию с улучшенной графикой высокого разрешения и трёхмерными сценами.

## Игровой процесс
Основы игрового процесса взяты из прошлых файтингов компании SNK, таких как Fatal Fury, Art of Fighting и Samurai Shodown. Игра предусматривает использование четырёх кнопок для выполнения ударов — лёгкого и сильного удара рукой и ногой, что схоже с управлением в Fatal Fury 2 и Fatal Fury Special. Для выполнения специальных приёмов, таких как уклонение и сильная атака, необходимо нажать комбинацию кнопок. Также игроку доступен набор уникальных движений для каждого персонажа, активируемых комбинацией движений джойстика и нажатий кнопок.
У каждого игрока на экране располагается индикатор силы, который заряжается, когда персонаж блокирует атаки или получает урон. Его также можно зарядить вручную, удерживая одновременно три кнопки, однако это делает персонажа уязвимым для атак. После полной зарядки индикатора силы базовые атаки персонажа усиливаются на короткое время. В этом состоянии игрок может выполнить супер-приём персонажа, который сразу же потребляет весь индикатор силы. Игроки также могут использовать супер-приём, когда индикатор здоровья на 75 % пуст и мигает красным, как это было в Fatal Fury 2. Насмешка в адрес противника может уменьшить его индикатор силы, замедлить зарядку и предотвратить достижение максимального уровня.
KOF ’94 привнесла в жанр командные поединки, отказавшись от стандартного формата с раундами, который использовался в предыдущих играх жанра. Вместо выбора одного персонажа, игрок должен выбрать одну из восьми доступных команд, состоящих из трёх бойцов. Перед каждым матчем игрок выбирает порядок, в котором его участники будут вступать в бой. Когда начинается матч, сначала сражаются участники, выбранные первыми в своих командах. Когда один из персонажей побеждён, следующий член той же команды заменяет его, а персонаж из другой команды восстанавливает небольшое количество здоровья. Если персонаж находится в проигрышной ситуации, игрок может вызвать одного из оставшихся союзников, чтобы получить помощь и совершить поддерживающую атаку. Матч заканчивается, когда все трое членов одной из команд терпят поражение.

## Сюжет
Ругал Бернштейн (англ. Rugal Bernstein), влиятельный торговец контрабандным оружием и наркотиками, скучающий по поводу отсутствия конкуренции, разослал 24 приглашения некоторым бойцам со всего света. Это были приглашения на турнир Короля Бойцов (англ. The King of Fighters). В отличие от предыдущих трёх турниров K.O.F., изображённых в Art of Fighting 2, Fatal Fury: King of Fighters и Fatal Fury 2, новый King of Fighters представляет собой командный турнир, в котором участвуют восемь команд по три участника в каждой, представляющих разные национальности.
По завершении турнира Мэтьюр, личный секретарь Ругала, приглашает команду из Японии провести свой финальный матч на борту корабля «Black Noah». Именно там Ругал раскрывает истинную цель своего турнира: победить победившую команду и добавить их к своей ужасающей коллекции предыдущих соперников, превращённых в статуи. Кё видит там своего поверженного отца и решает отомстить за него. После того как Ругал, наконец, побеждён, он активирует механизм самоуничтожения своего корабля. Команда уходит в безопасность и отмечает свою победу.

## Персонажи
Игра является кроссовером серий Fatal Fury, Art of Fighting, Psycho Soldier и Ikari Warriors, и включает в себя играбельных персонажей из этих игр. Кроме того, специально для KoF’94 был создан ряд новых персонажей. Всего в игре 24 играбельных персонажа, разбитых по командам, каждая из которых представляет свою страну.
| Список персонажей | Список персонажей | Список персонажей |
| --- | --- | --- |
| Италия: - Терри Богард (Fatal Fury) - Энди Богард (Fatal Fury) - Джо Хигаши (Fatal Fury) Япония: - Кё Кусанаги (первое появление) - Бенимару Никайдо (первое появление) - Горо Деймон (первое появление) Мексика: - Рё Саказаки (Art of Fighting) - Роберт Гарсиа (Art of Fighting) - Такума Саказаки (Art of Fighting 2) | Бразилия: - Хейдерн (Ikari Warriors 3) - Ральф Джонс (T.N.K. III) - Кларк Стил (Ikari Warriors) США: - Хэви Ди (первое появление) - Лаки Глобер (первое появление) - Браян Баттлер (первое появление) Корея: - Ким Капван (Fatal Fury 2) - Ченг Кенан (первое появление) - Чой Боунж (первое появление) | Китай: - Атена Асамия (Psycho Soldier) - Сё Кенсю (Psycho Soldier) - Чин Генсей (первое появление) Англия: - Май Ширануи (Fatal Fury 2) - Юри Саказаки (Art of Fighting 2) - Кинг (Art of Fighting) Прочие: - Ругал Бернштейн (первое появление)12 - Сайсё Кусанаги (The King of Fighters '95)2 |

В скобках указаны игры, откуда были взяты персонажи.
↑  Босс
↑  Доступны только в версии для PlayStation 2

## Разработка
Согласно интервью с опытными разработчиками серии The King of Fighters, прототипом игры была версия в стиле «избей их всех» с видом сбоку, похожая на Double Dragon, и она получила название Survivor. В ней использовались только основные персонажи из серий Art of Fighting и Fatal Fury, что позволило игрокам протестировать игру, играя за Роберта Гарсию и Терри Богарда на стадии тестирования. Тем не менее, данная идея была впоследствии отвергнута. Так как SNK были заинтересованы в идее совмещения двух серий, они, наконец, согласились превратить свою идею в файтинг с участием звезд. К списку персонажей были также добавлены персонажи из игр Ikari Warriors и Psycho Soldier. Концепция трехместной команды была одной из идей, которые остались от версии с видом сбоку. Название The King of Fighters было взято от подзаголовка первой игры серии Fatal Fury, Fatal Fury: King of Fighters.
Директор серии The King of Fighters, Тоёхиса Танабэ, утверждал, что персонажи из Art of Fighting и Fatal Fury были добавлены специально для взрослой аудитории, в то время как новые персонажи KOF ’94 были нацелены на привлечение молодых и новых игроков. Персонажи, такие как Бенимару Никайдо и Чанг Коэхан, были добавлены для придания разнообразия и оригинальности составу персонажей, который, по его мнению, был слишком серьезным. Художник SNK, Ямасаки, отмечал, что хотя ведущий программист считал, что игра не будет хорошо продаваться, он верил, что она со временем станет популярной. На первом тестировании игры появились всего десять человек, но на последующие тесты пришли более крупные группы игроков. У сотрудников SNK также возникли проблемы с рекламой игры из-за ограниченных финансовых ресурсов, и некоторые из их рекламных материалов были признаны низкого качества.
Дизайнеры стремились создать нового, «яркого» главного персонажа, который мог бы успешно сражаться с персонажами из Fatal Fury и Art of Fighting. Ему было дано имя Кё Кусанаги, чтобы связать его с легендой о Ямата-но Ороти. Главный босс игры, Ругал Бернштейн, был разработан с целью сделать его «самым могущественным и злобным босс-персонажем». Изначально планировалось создать «Команду беглецов», в состав которой входили Ченг, Чой и неизвестный преступник, но вместо него был включен Ким Капван. Английская команда была сформирована из Кинга из Art of Fighting, а также Билли Кейна и Биг Бера из первых и вторых частей Fatal Fury. У дизайнеров возникли сложности с персонажем Биг Бера, связанные с ограничениями по ёмкости, и разработчики Art of Fighting настаивали на добавлении Юри Саказаки в состав KOF. Юри заменила Билли Кейна, а затем Май Ширануи заняла место Биг Бера, что в итоге сформировало команду Англии.
Большинству персонажей из других игр планировалось изменить или удалить некоторые приемы, чтобы сбалансировать их с новыми персонажами KOF. Однако геймдизайнеры сосредоточились на устранении дисбаланса определенных персонажей, не удаляя ни одного приема. В конечном итоге создатели серии отметили, что персонажи из Art of Fighting были самыми сильными в игре. Тем не менее, другие персонажи, такие как Терри и Энди Богард, привлекли внимание дизайнеров и были наделены новыми приемами.

## Выпуск
The King of Fighters ’94 была выпущена 25 августа 1994 года в японских аркадах. Домашние версии игры были выпущены 1 октября того же года для Neo Geo AES и для 2 ноября для Neo Geo CD. Домашняя версия за пределами Японии подверглась цензуре двумя способами: удаление анимации колебания груди Май и эффектов крови; эффекты крови также могли быть отключены администраторами аркадных залов.
Версия для Neo Geo AES была эмулирована и 6 ноября 2007 года сделана доступной для загрузки в Японии через сервис Virtual Console на игровой системе Wii по цене 900 баллов Wii Points. Выпуски в Северной Америке и Европе последовали 23 ноября 2007 и 7 января 2008 года соответственно. Ещё одна эмулированная версия игры входит в состав сборников SNK Arcade Classics Vol. 1 и The King of Fighters Collection: The Orochi Saga, выпущенных для PlayStation 2, PlayStation Portable и Wii. Игра также была эмулирована и издана компанией Sony Computer Entertainment для PlayStation 3 и PlayStation Portable 21 декабря 2010 года как одна из первых игр в линейке NEOGEO Station. В 2012 году было анонсировано что KOF ’94 будет включена в набор из двадцати предустановленных игр, поставляемых с новой портативной игровой системой Neo Geo X от SNK Playmore, но в конечном итоге она была заменена на The King of Fighters ’95. Аркадная версия была эмулирована и выпущена 27 октября 2016 года в рамках серии ACA Neo Geo для PlayStation 4, а затем последовали издания для Xbox One, Microsoft Windows, Nintendo Switch, iOS и Android.

## Ремейк
В 2004 году SNK выпустили ремейк игры под названием The King of Fighters ’94 Re-bout на PlayStation 2, эксклюзивно для Японии. Ремейк включает в себя оригинальную и расширенную версию игры. Расширенная версия имеет полностью перерисованную графику в высоком разрешении, возможность создавать свои команды, двух новых играбельных персонажей, обновленную музыку, новые арены и онлайн-режим.

## Отзывы
| Сводный рейтинг                  | Сводный рейтинг                       |
| Агрегатор                        | Оценка                                |
| -------------------------------- | ------------------------------------- |
| GameRankings                     | 79 % (Neo Geo)                        |
| Иноязычные издания               |                                       |
| Издание                          | Оценка                                |
| AllGame                          | (Neo Geo)                             |
| Edge                             | 8/10 (Neo Geo)                        |
| Eurogamer                        | 8/10 (Wii)                            |
| Famitsu                          | 26/40 (Neo Geo)                       |
| IGN                              | 8/10 (Wii)                            |
| Next Generation                  | (Arcade, Neo Geo)                     |
| ONM                              | 81 % (Wii)                            |
| Награды                          |                                       |
| Издание                          | Награда                               |
| Electronic Gaming Monthly (1994) | Best Fighting Game, Best Neo-Geo Game |
| VideoGames (1994)                | Best Neo•Geo Game                     |

Игра была хорошо принята. Большинство критиков хвалили глубокую боевую систему и возможность поиграть за персонажей из разных игр SNK. В качестве недостатка все единогласно называли невозможность составить свою команду персонажей.
Журнал Electronic Gaming Monthly наградил KOF '94 званиями «Лучшая игра в жанре файтинг» и «Лучшая игра на Neo-Geo» в 1994 году. Кроме того, этим же изданием Май Ширануи была признана «Самой горячей крошкой из игр».
Игра высоко оценивается в ряде ретроспективных материалов. Maximum назвал KOF '94 первым файтингом, который смог предложить больше чем Street Fighter. 1UP.com похвалил игру за большой и сбалансированный список персонажей, отметив что это «огромный ростер для 1994 года». Авторы журнала Complex поставили KOF '94 на восьмое место в списке лучших игр в жанре файтинг в 2011 году, а в 2012 на 11 место в списке лучших файтингов SNK.